# Yanshufei Agudat Sport Tel Awiw
Yanshufei Agudat Sport Tel Awiw – izraelski klub futsalowy z siedzibą w mieście Tel Awiw, obecnie występuje w najwyższej klasie rozgrywkowej Izraela.
W 1999 i 2000 klub występował w najwyższej lidze zwanej 5X5 Coca-Cola League, wygrywając mistrzostwo kraju.

## Sukcesy
- Mistrzostwo Izraela (4): 1999, 2000, 2008/09, 2009/10
- Puchar Izraela (1): 2010